# Марк Планю
Марк Планю́ (фр. Marc Planus, нар. 7 березня 1982, Бордо) — французький футболіст, захисник клубу «Бордо» та національної збірної Франції.

## Клубна кар'єра
У дорослому футболі дебютував 2002 року виступами за команду клубу «Бордо», кольори якої захищає й донині.

## Виступи за збірну
У 2010 році дебютував в офіційних матчах у складі національної збірної Франції. Наразі провів у формі головної команди країни 1 матч.
У складі збірної був учасником чемпіонату світу 2010 року у ПАР.

## Досягнення
- Чемпіон Франції: 2008/09
- Володар Кубка Франції: 2012/13
- Володар Кубка Ліги Франції: 2006/07, 2008/09
- Володар Суперкубка Франції: 2008, 2009